# Estación de Buchs
La estación de Buchs es la principal estación ferroviaria de la comuna suiza de Buchs, en el Cantón de San Galo.

## Historia y ubicación
La estación de Buchs fue inaugurada en 1858 con la apertura del tramo Rheineck - Sargans de la línea férrea Rorschach - Sargans por parte del Vereinigte Schweizerbahnen (VSB). En 1872 se inauguró la línea Feldkirch – Buchs por parte del Vorarlbergbahn. La compañía VSB pasaría a ser absorbida por los SBB-CFF-FFS en 1902. Años más tarde el Vorarlbergbahn se integraría en ÖBB.
La estación se encuentra ubicada en el este del núcleo urbano de Buchs. Cuenta con tres andenes, dos centrales y uno lateral a los que acceden cinco vías pasantes. A ellas hay que sumar una playa de vías para el apartado y estacionamiento de trenes, varias vías muertas y un pequeño depósito en el sur de la estación.
En términos ferroviarios, la estación se sitúa en la línea Rorschach - Sargans. Sus dependencias ferroviarias colaterales son la estación de Salez-Sennwald hacia Rorschach y la estación de Räfis-Burgerau en dirección Sargans.

## Servicios ferroviarios
Los servicios ferroviarios de esta estación están prestados por SBB-CFF-FFS y por ÖBB:

### Larga distancia
- EN Zúrich - Sargans - Buchs - Feldkirch - Bludenz - St. Anton am Arlberg - Landeck-Zams - Innsbruck - Jenbach - Wörgl - Schwarzach-St.Veit - Bischofshofen - Schladming - Stainach-Irdning - SelzthaL - St.Michael in Oberstmk - Leoben - Bruck/Mur - Graz.
- EN Zúrich - Sargans - Buchs - Feldkirch - Bludenz - Innsbruck - Salzburgo - Wels - Linz - St. Pölten - Viena - Hegyeshalom - Mosonmagyaróvár - Györ - Tatabánya - Kelenföld - Budapest-Keleti.
- RJ Zúrich - Sargans - Buchs - Feldkirch - Bludenz - St. Anton am Arlberg - Landeck-Zams - Innsbruck - Salzburgo - Linz - St. Pölten - Viena. Operado por ÖBB.

### Regionales
- RE Rheintal Express San Galo - Rorschach - St. Margrethen - Altstätten - Buchs - Sargans - Bad Ragaz - Landquart - Chur.
- RE Buchs - Feldkirch. Varios trenes al día.
- R Buchs - Sargans. Trenes cada hora en ambos sentidos.
- R Buchs - Feldkirch. Varios trenes al día.